# Chiesa di Santa Maria Maggiore (Casoli)
La chiesa di Santa Maria Maggiore è sita presso il castello ducale di Casoli, in provincia di Chieti.

## Storia
La chiesa risulta costruita nel 1455 per opera dei principi Orsini. Originariamente era ad un'unica navata. 

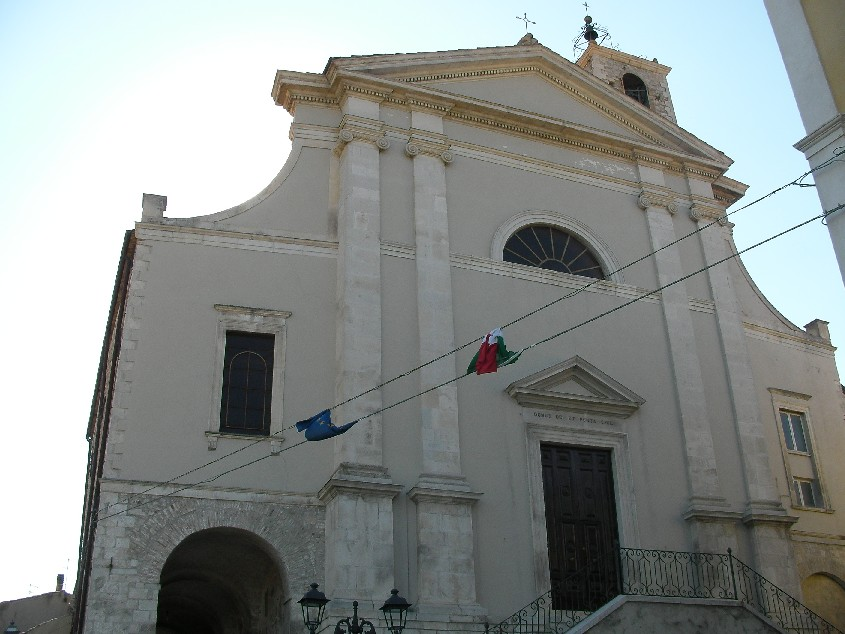
Facciata

Successivamente, nella seconda metà del Settecento fu ampliata, epoca in cui, verosimilmente furono aggiunti anche il coro e l'Arco del Purgatorio che unisce la chiesa al castello. Nel 1868 la chiesa fu restaurata conseguendole l'aspetto attuale.
La chiesa era citata tra i possedimenti di Napoleone II Orsini conte di Manoppello e Guardiagrele nel 1344. La chiesa baronale passò agli eredi di Napoleone, confermata nel 1390; a seguire col castello passò a Ludovico Meliorati nel 1406, nel 1412 per volere della regina Giovanna II d'Angiò a Bartolomeo de Riccardis di Ortona. Nuovamente tornata agli Orsini, la chiesa e il castello, dopo la congiura dei baroni nel 1470 passa al Regio Demanio, dopo alcuni strascichi di passaggio tra gli Orsini, nel 1507 va a Bartolomeo di Alviano signore di Manoppello, dal 1514 a Fabrizio Colonna duca di Casoli.
La chiesa passerà nella proprietà dei vari duchi di Casoli, dai Carafa ai d'Aquino, e infine ai Masciantonio. La chiesa era amministrata da un arciprete con dei canonici eleggibili dal popolo di Casoli; nel XVII secolo vi fu fondata la confraternita del Santissimo Sacramento e di San Giuseppe della Buona Morte. 
La navata unica della chiesa occupata la navata laterale col porticato esterno, con il capoaltare dedicato alla Madonna del Rosario. Durante il governo di Tommaso d'Aquino duca di Casoli e principe d Caramanico, e dei suoi eredi, avviene il rifacimento quasi totale della vecchia chiesa, che viene ampliata, assumendo l'aspetto neoclassico. 
La data dei lavori di completamento del 1868, è incisa sul muro esterno dell'abside. La chiesa ospitò rifugiati politici ed ebrei nel sottotetto, durante i rastrellamenti nel 1943-44. Fu lievemente danneggiata dal terremoto della Majella del 1933. Nel 1980 il terremoto dell'Irpinia danneggiò seriamente la chiesa che fu chiusa per un decennio, per essere restaurata. 

## Descrizione

### Esterni
La chiesa presenta dal lato sinistro, alcune tracce della vecchia costruzione medievale. Tracce di una modanature di una finestra del XIV secolo, a motivi vegetali e geometrici stilizzati, e presso l'estremità del portico laterale un busto di un leone ruggente, riferimento forse al dominio degli Orsini. 
Il porticato del XVI secolo, che unisce la navata sinistra della chiesa al castello è con volte a crociera. Si apre dalla piazza del Tempio e congice alla rampa del castello ducale. 
L'ingresso alla facciata, è servito da una doppia rampa di scale, con all'interno i vecchi bagni pubblici. La facciata è suddivisa in tre parti, di cui il corpo centrale è più alto degli altri due, da cui è separato da due coppie di paraste ioniche poste su un basamento, che a loro volta sorreggono la trabeazione in cui vi è il timpano. Il portale grande è sormontato da un timpano minore, sopra di esso vi è una finestra a forma di lunetta. Altre due finestre sono poste nei due corpi laterali. La facciata è intonacata tranne nella parte basamentale.
La torre campanaria è sita sul lato destro della chiesa è a forma rettangolare e con ordini sovrapposti, divisi da cornicioni. Il campanile è realizzato in conci di pietra con delle pietre lavorate incastonate. Ha un concerto di 4 campane. La parte superiore termina con una gabbia in ferro battuto e lavorato per contenere le 2 campane delle ore e i quarti. 

### Interni
L'interno è basilicale a tre navate con cappelle laterali e abside semicircolare. Le cappelle laterali sono decorate a stucco neoclassico, accolgono statue e dipinti. La volta della navata centrale è a botte, con delle cornici per campata, che accolgono dipinti devozionali, il Cristo misericordoso, il Sacro Cuore, la Madonna col Bambino, il monogramma Mariano.
Nell'interno della chiesa si possono ammirare delle opere tra cui: un quadro della Madonna con Bambino, San Giacinto e San Biagio di Francesco Maria De Benedictis (1848), il quadro San Gilberto competono patrono di Casoli,di Pasquale Bellonio di Ortona (1797), una Madonna del Carmine, una Madonna del Rosario (1572) di ignoti.
Le statue sono di sant'Emidio, fatta costruire dopo il terremoto di Orsogna del 1881, il secondo altare a sinistra con la statua di San Giuseppe col Bambino, opera napoletana del '700, voluta dalla Confraternita della Buona Morte. Altri altari hanno una statua del Cristo risorto, Santa Lucia vergine, un Sant'Antonio abate, un Gesù Bambino vestito.
Quadro della Madonna tra San Biagio vescovo e San Giacintoopera di Francesco de Benedictis da Guardiagrele, è nel capoaltare della navata destra. Opera consueta del pittore, mostra San Biagio nelle tipiche fatture di vescovo con cui è ritratto nelle incisioni, l'aspetto della Madonna è identico a un quadro della Madonna del Rosario del de Benedictis, presso la parrocchiale di Fara Filiorum Petri.
Quadro della Madonna del Rosario del 1572presso il capoaltare di sinistra, è di elegante fattura, di scuola aquilana, forse un allievo di Pompeo Cesura, mostra al centro la Madonna col Bambino attorniata da angeli che reggono tanti Rosari; ai lati della Madonna una schiera di santi e devoti committenti, si riconosco San Domenico e Santa Rita. Presso la mensa vi è un elegante tabernacolo in pietra scolpita e lavorata, di gusto classico, il di cui autore può essere lo stesso del cielo tabernacolo dell'altare del Rosario presso la chiesa parrocchiale di Castel Frentano.
L'altare maggiore ha al centro Crocifisso, ai lati del catino absidale le nicchie con le statue del Sacro Cuore e Madonna Immacolata. Vi era un pedistallo in pietra scolpita datato 1798, oggi conservato nel castello ducale. Il tabernacolo d'altare maggiore a tempio neoclassico con quattro colonne a capitelli ionici, fu distrutto nel rifacimento dell'altare postconciliare per volere del parrico don Tancredi Madonna.

## Fonti
- Info sul Portale di Sangroaventino, su sangroaventino.it. URL consultato il 6 febbraio 2010 (archiviato dall'url originale il 5 marzo 2016).